# The End of the Free Market: Who Wins the War Between States and Corporations
The End of the Free Market: Who Wins the War Between States and Corporations?, är en bok av Ian Bremmer. Boken handlar om det han beskriver som det pågående kriget mellan multinationella företag, såsom Exxon Mobile, BP och Halliburton, å ena sidan och statligt ägda megaföretag såsom Rysslands Gazprom och Kinas CNOOC å andra sidan. Fokuset ligger på företag som arbetar med naturresurser av olika slag, såsom energiföretag och gruvföretag. Han är oroad över den ökade makt som de statliga företagen fått under senare år och föreslår reformer som medför att frimarknadskapitalismen stärker sina positioner gentemot statskapitalismen.

## Recensioner
- Asia Times
- Bloomberg.com
- Business World
- The Daily Telegraph
- The Economist
- European Affairs
- Foreign Affairs
- The Indian Express
- The National
- The New Statesman
- The New York Times
- Publishers Weekly
- RealClearPolitics
- Reuters
- The Wall Street Journal
- The Washington Post
- The Washington Times

## Utmärkelser
- Financial Times: Summer's Best Books; Year's Best Books
- Financial Times and Goldman Sachs Business Book of the Year Award, Long-List:
- Foreign Affairs: Must Read Book of 2010, Fareed Zakaria
- The Hindu: Print Pick
- The Week: Dambisa Moyo's 6 Favorite Books